# Agnete Kirk Thinggaard
Agnete Kirk Thinggaard (geb. Kirk Kristiansen, * 18. Mai 1983 in Billund) ist eine ehemalige dänische Dressurreiterin.

## Karriere
Als Vertreterin Dänemarks nahm sie an den Olympischen Sommerspielen 2016 in Rio de Janeiro teil, wo sie in der Einzelwertung Platz 26 und in der Mannschaftswertung Platz 6 belegte.
Sie ist die jüngste Tochter des ehemaligen Lego-Chefs Kjeld Kirk Kristiansen, die Enkelin von Godtfred Kirk Christiansen und die Urenkelin des Lego-Firmengründers Ole Kirk Christiansen. Sie studierte Psychologie an der Universität Aarhus.
Sie war mit Claus Kirk Thinggaard verheiratet, mit dem sie drei Töchter hat. Das Paar trennte sich im Jahr 2022.